# Parnassia obovata
Parnassia obovata är en benvedsväxtart som beskrevs av Hand.-mazz. Parnassia obovata ingår i släktet Parnassia och familjen Celastraceae. Inga underarter finns listade.